# 모래시계 성운
모래시계 성운(Hourglass Nebula)은 파리자리에 있는 행성상 성운이다. 모래시계를 닮아서 이름이 붙어졌다. 이 천체의 명칭은 보통 MyCn18로 불린다.

이 사진은 이온화 질소(빨강색), 수소(녹색), 이중이온화 산소(파란색)의 빛으로 찍은 3개의 별도의 이미지로 구성되어있다.
좌표:  13h 39m 35.12s, −67° 22′ 51.45″